# 弓紋鸚隆頭魚
弓紋鸚隆頭魚為輻鰭魚綱鱸形目隆頭魚亞目隆頭魚科鸚隆頭魚屬的其中一種，分布於澳洲南部海域，棲息深度可達17公尺，體長可達12.4公分，棲息在岩礁區，生活習性不明。